# 横浜農林省賞典四・五歳呼馬
横浜農林省賞典四・五歳呼馬（よこはまのうりんしょうしょうてんよん・ごさいよびうま）とは日本競馬会が主催し1938年から1943年まで施行された競馬の競走である。のちの重賞競走に相当する特殊競走で毎年秋季に横浜競馬場で行われていたが、1943年6月をもって同場が閉鎖されたことに伴い、同年秋季の中山競馬場での代替施行を最後に廃止された。施行距離は2800メートル（最終年のみ2600メートル）。

## 歴代優勝馬
| 回数  | 施行日         | 優勝馬         | 性齢 | 勝時計   | 優勝騎手   | 管理調教師 | 馬主       |
| ----- | -------------- | -------------- | ---- | -------- | ---------- | ---------- | ---------- |
| 第1回 | 1938年10月17日 | ヒサトモ       | 牝5  | 3:16 2/5 | 中島時一   | 中島時一   | 宮崎信太郎 |
| 第2回 | 1939年10月17日 | スゲヌマ       | 牡4  | 3:17 0/5 | 伊藤正四郎 | 小山内重蔵 | 千明賢治   |
| 第3回 | 1940年10月20日 | ロツキーモアー | 牡5  | 3:03 4/5 | 小西喜蔵   | 田中和一郎 | 真藤慎太郎 |
| 第4回 | 1941年10月12日 | セントライト   | 牡4  | 3:08 0/5 | 小西喜蔵   | 田中和一郎 | 加藤雄策   |
| 第5回 | 1942年10月4日  | ブランドソール | 牝5  | 3:00 0/5 | 阿部正太郎 | 田中和一郎 | 加藤雄策   |
| 第6回 | 1943年10月10日 | キングステーツ | 牡4  | 3:03 4/5 | 石井直二   | 大久保房松 | 小林庄平   |